# Collegio di Worsley and Eccles South
Worsley and Eccles South è stato un collegio elettorale situato nella Grande Manchester, nel Nord Ovest dell'Inghilterra, e rappresentato alla Camera dei comuni del Parlamento del Regno Unito. Eleggeva un membro del parlamento con il sistema first-past-the-post, ossia maggioritario a turno unico; il collegio è stato abolito in occasione della revisione del 2024.

## Estensione

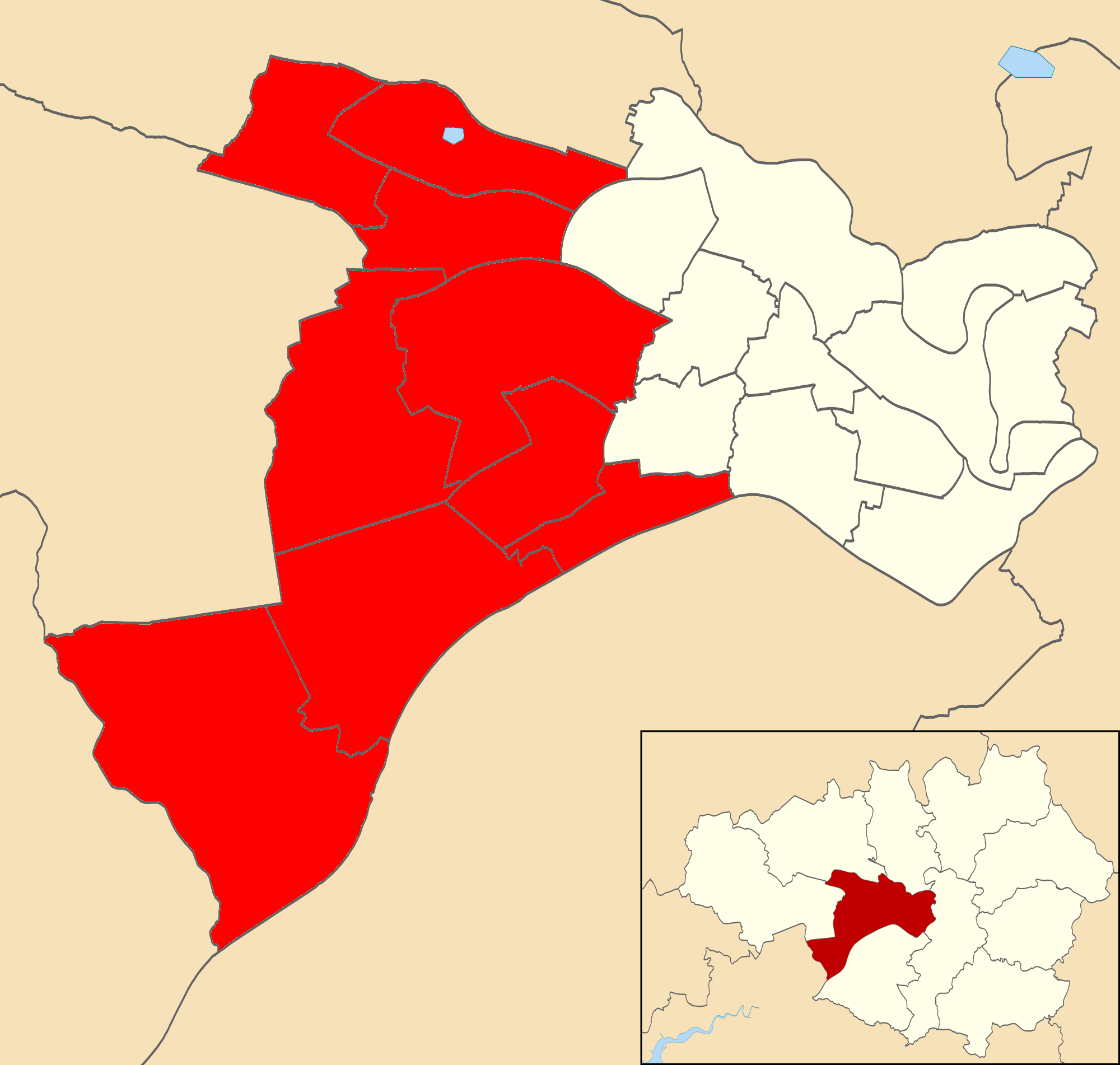
I ward elettorali di Worsley and Eccles South.

A seguito della revisione del 2006 della rappresentanza parlamentare della Grande Manchester, la Boundary Commission for England raccomandò la creazione di un collegio modificato per Worsley, incorporando parte di Eccles, con il nuovo nome di Worsley and Eccles South.
I ward elettorali inclusi nel collegio di Worsley and Eccles South erano: Barton, Boothstown and Ellenbrook, Cadishead, Irlam, Little Hulton, Walkden North, Walkden South, Sinton e Worsley.

## Membri del parlamento
| Elezione | Elezione | Deputato         | Partito          |
| -------- | -------- | ---------------- | ---------------- |
|          | 2010     | Barbara Keeley   | Laburista        |
|          | 2024     | Collegio abolito | Collegio abolito |

## Elezioni

### Elezioni negli anni 2010
| Partito                    | Partito                                | Candidato                  | Risultati 12 dicembre 2019 | Risultati 12 dicembre 2019 |
| Partito                    | Partito                                | Candidato                  | Voti                       | %                          |
| -------------------------- | -------------------------------------- | -------------------------- | -------------------------- | -------------------------- |
|                            | Laburista                              | Barbara Keeley             | 20 446                     | 45,73                      |
|                            | Conservatore                           | Arnie Saunders             | 17 227                     | 38,53                      |
|                            | Brexit                                 | Seamus Martin              | 3 224                      | 7,21                       |
|                            | Lib Dem                                | Joe Johnson-Tod            | 2 510                      | 5,61                       |
|                            | Verdi                                  | Daniel Towers              | 1 300                      | 2,91                       |
|                            |                                        |                            |                            |                            |
| Iscritti                   | Iscritti                               | Iscritti                   | 75 219                     | 100,00                     |
| ↳ Votanti (% su iscritti)  | ↳ Votanti (% su iscritti)              | ↳ Votanti (% su iscritti)  | 44 707                     | 59,44                      |
| ↳ Astenuti (% su iscritti) | ↳ Astenuti (% su iscritti)             | ↳ Astenuti (% su iscritti) | 30 512                     | 40,56                      |
|                            |                                        |                            |                            |                            |
|                            | Esito: collegio confermato a Laburista |                            |                            |                            |

| Partito                    | Partito                                | Candidato                  | Risultati 8 giugno 2017 | Risultati 8 giugno 2017 |
| Partito                    | Partito                                | Candidato                  | Voti                    | %                       |
| -------------------------- | -------------------------------------- | -------------------------- | ----------------------- | ----------------------- |
|                            | Laburista                              | Barbara Keeley             | 26 046                  | 57,07                   |
|                            | Conservatore                           | Iain Lindley               | 17 667                  | 38,71                   |
|                            | Lib Dem                                | Kate Clarkson              | 1 087                   | 2,38                    |
|                            | Verdi                                  | Tom Dylan                  | 842                     | 1,84                    |
|                            |                                        |                            |                         |                         |
| Iscritti                   | Iscritti                               | Iscritti                   | 73 735                  | 100,00                  |
| ↳ Votanti (% su iscritti)  | ↳ Votanti (% su iscritti)              | ↳ Votanti (% su iscritti)  | 45 642                  | 61,90                   |
| ↳ Astenuti (% su iscritti) | ↳ Astenuti (% su iscritti)             | ↳ Astenuti (% su iscritti) | 28 093                  | 38,10                   |
|                            |                                        |                            |                         |                         |
|                            | Esito: collegio confermato a Laburista |                            |                         |                         |

| Partito                    | Partito                                | Candidato                  | Risultati 7 maggio 2015 | Risultati 7 maggio 2015 |
| Partito                    | Partito                                | Candidato                  | Voti                    | %                       |
| -------------------------- | -------------------------------------- | -------------------------- | ----------------------- | ----------------------- |
|                            | Laburista                              | Barbara Keeley             | 18 600                  | 44,24                   |
|                            | Conservatore                           | Iain Lindley               | 12 654                  | 30,09                   |
|                            | UKIP                                   | Owen Hammond               | 7 688                   | 18,28                   |
|                            | Verdi                                  | Chris Bertenshaw           | 1 242                   | 2,95                    |
|                            | Lib Dem                                | Kate Clarkson              | 1 100                   | 2,62                    |
|                            | TUSC                                   | Steve North                | 380                     | 0,90                    |
|                            | Reality                                | Mags McNally               | 200                     | 0,48                    |
|                            | Indipendente                           | Geoffrey Berg              | 184                     | 0,44                    |
|                            |                                        |                            |                         |                         |
| Iscritti                   | Iscritti                               | Iscritti                   | 72 123                  | 100,00                  |
| ↳ Votanti (% su iscritti)  | ↳ Votanti (% su iscritti)              | ↳ Votanti (% su iscritti)  | 42 048                  | 58,30                   |
| ↳ Astenuti (% su iscritti) | ↳ Astenuti (% su iscritti)             | ↳ Astenuti (% su iscritti) | 30 075                  | 41,70                   |
|                            |                                        |                            |                         |                         |
|                            | Esito: collegio confermato a Laburista |                            |                         |                         |

| Partito                    | Partito                                      | Candidato                  | Risultati 6 maggio 2010 | Risultati 6 maggio 2010 |
| Partito                    | Partito                                      | Candidato                  | Voti                    | %                       |
| -------------------------- | -------------------------------------------- | -------------------------- | ----------------------- | ----------------------- |
|                            | Laburista                                    | Barbara Keeley             | 17 892                  | 42,91                   |
|                            | Conservatore                                 | Iain Lindley               | 13 555                  | 32,51                   |
|                            | Lib Dem                                      | Richard Gadsden            | 6 883                   | 16,51                   |
|                            | UKIP                                         | Andrew Townsend            | 2 037                   | 4,88                    |
|                            | Democratici                                  | Paul Whitelegg             | 1 334                   | 3,20                    |
|                            |                                              |                            |                         |                         |
| Iscritti                   | Iscritti                                     | Iscritti                   | 72 523                  | 100,00                  |
| ↳ Votanti (% su iscritti)  | ↳ Votanti (% su iscritti)                    | ↳ Votanti (% su iscritti)  | 41 701                  | 57,50                   |
| ↳ Astenuti (% su iscritti) | ↳ Astenuti (% su iscritti)                   | ↳ Astenuti (% su iscritti) | 30 822                  | 42,50                   |
|                            |                                              |                            |                         |                         |
|                            | Esito: collegio a Laburista (nuovo collegio) |                            |                         |                         |

## Risultati dei referendum

### Referendum sulla permanenza del Regno Unito nell'Unione europea del 2016
|             | Collegio                 | Lasciare UE % | Rimanere in UE % |
| ----------- | ------------------------ | ------------- | ---------------- |
|             | Worsley and Eccles South | 59,8%         | 40,2%            |
| Inghilterra | 53,3%                    | 46,7%         |                  |
| Regno Unito | 51,9%                    | 48,1%         |                  |